# イオニア諸島
イオニア諸島（ギリシャ語: Ιόνια Νησιά, ラテン文字転写: Iónia Nisiá）は、ギリシャ西部のイオニア海に位置する諸島。中世後期から近代にかけてヴェネツィア共和国・イギリスなどの支配下に置かれていたヘプタネサ（あるいはエプタニサ。「七つの島」の意）とも呼ばれる島々を指す歴史的な地域区分であるとともに、ギリシャ共和国の広域自治体であるペリフェリア（地方）のひとつである。

## 名称
イオニア諸島は歴史的に支配者の交代を繰り返してきたため、多くの名称が存在する。ヴェネツィアにより支配されていた際には、島にはイタリア語（ヴェネツィア語）による名称が付けられた。これは現在の英語の名称の元になっている。
- イオニア諸島
  - 現代ギリシャ語: Ιόνια Νησιά / Iónia Nisiá
  - 古典ギリシア語・カサレヴサ: Ἰόνιοι Νῆσοι / Ionioi Nēsoi
  - イタリア語: Isole Ionie

- 「七つの島」
  - 現代ギリシャ語: Επτάνησα / Eptánisa
  - 古典ギリシア語・カサレヴサ: Ἑπτάνησα / Heptanēsa もしくは Ἑπτάνησος / Heptanēsos
  - イタリア語: Eptaneso
  - 英語: Heptanese

なお、アナトリア半島のイオニア（Ιωνία / Ionia）とは、現代ギリシャ語の発音は同一であるが、綴りが異なる。古代ギリシャ語では発音やアクセントが異なっていた。

## 地理

### 位置・広がり

歴史的なイオニア諸島（七諸島）。現行の行政区画に加え、ペロポネソス半島南側のキティラ島が含まれる。

歴史的なイオニア諸島（ヘプタネサ、Επτάνησα）を構成する主要な7島は、北から順に以下の通り。北寄りの6つの島はギリシャ本土の西岸沖に、南端のキティラ島はペロポネソス半島南沖に位置している。人口は2001年国勢調査時点。
|   | 島名                      | ギリシャ語           | 他言語                       | 面積 km2 | 人口    |
| - | ------------------------- | -------------------- | ---------------------------- | -------- | ------- |
| 1 | ケルキラ島 （コルフ島）   | Κέρκυρα Kérkyra      | 英: Corfu 伊: Corfù          | 592      | 107,879 |
| 2 | パクシ島                  | Παξοί Paxoi          | 英: Paxos 伊: Paxi           | 25       | 2,253   |
| 3 | レフカダ島 （レフカス島） | Λευκάδα Lefkáda      | 英: Lefkas 伊: Leucade       | 325      | 22,056  |
| 4 | イタキ島 （イタカ島）     | Ιθάκη Ithaki         | 英: Ithaca 伊: Itaca         | 96       | 3,084   |
| 5 | ケファロニア島            | Κεφαλλονιά Kefalonia | 英: Cephalonia 伊: Cefalonia | 781      | 34,488  |
| 6 | ザキントス島 （ザンテ島） | Ζάκυνθος Zakynthos   | 英: Zante 伊: Zacinto        | 408      | 38,957  |
| 7 | キティラ島 （ケリゴ島）   | Κύθηρα Kythira       | 英: Cerigo 伊: Cerigo        | 279      | 3,354   |

「七つの島」と言うものの、実際は主要な7島の他に多くの小さな島が存在している。
現在の行政区画としてのイオニア諸島地方には本土西岸の島のみが含まれ、キティラ島はアッティカ地方に属する。

### 主要な都市
1万人以上の都市は以下の通り。
- ケルキラ - 28,185人
- ザキントス - 16,475人
- レフカダ (Lefkada (city))  - 16,307人

- ケルキラ島の景勝地、ポンディコニシ島
- ザキントス市の港
- レフカダ島 Porto Katsiki

## 歴史

### 古代ギリシャ

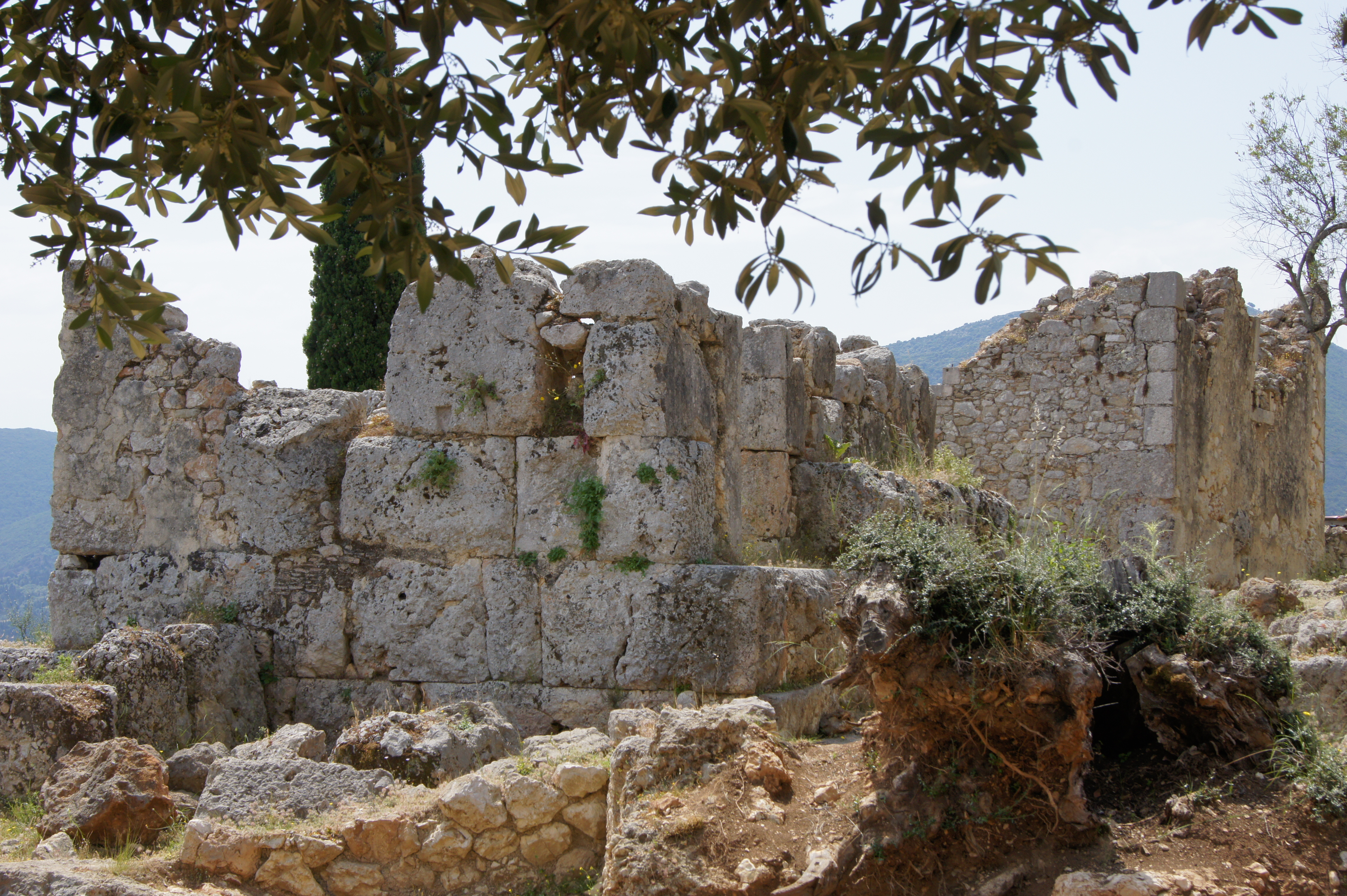
イタキ島の遺跡。「オデュッセウスの宮殿」と名付けられている。

イオニア諸島には、早ければ紀元前1200年ごろ、少なくとも紀元前9世紀までには、ギリシャ人によって生活が営まれていたことがわかっている。ケルキラ島にはエレトリアからの移住者がいたが、紀元前734年にコリントスからの植民者によって追放されている。
古代ギリシャ時代、イオニア諸島は辺境の地であり、ギリシャの政治史に果たした役割は小さい。ただ、紀元前434年に植民市ケルキュラ（ケルキラ）とその母都市であったコリントスとの間に生じた争いにはアテナイが介入し、ペロポネソス戦争のきっかけとなった。
ホメロスによる叙事詩『オデュッセイア』では、主人公オデュッセウスの生誕の地はイタカ島とされている。この島が現在のイタキ島であることを証明しようとする試みがなされてきたが、ホメロスの記述と実際の島の位置関係は一致していない。

### ローマとビザンツによる統治
紀元前4世紀までには、ギリシャ本土と同様にイオニア諸島もマケドニア王国の支配下に入った。マケドニアによる支配は、紀元前146年にギリシャがローマ帝国により占領されるまで続いた。ローマ帝国による支配は400年におよび、東ローマ帝国領として受け継がれた。
8世紀半ば、イオニア諸島は東ローマ帝国の下でケファレニア軍管区（テマ） (Cephallenia (theme)) として編成された。イオニア諸島はしばしばイスラム帝国の攻撃対象となり、11世紀末からはノルマン人やイタリア人もイオニア諸島を狙うようになった。
1185年にはシチリア王国のグリエルモ2世がイオニア諸島の大半を占領し、東ローマ帝国のもとに残るのはケルキラ島とレフカダ島などのみとなった。シチリア王国領となった地域にはケファロニア・ザキントス宮中伯領 (County palatine of Cephalonia and Zakynthos) が設定された。1357年、ケファロニア・ザキントス宮中伯領はレフカダ島・イタキ島とあわされてレウカディア公国（Duchy of Leucadia）となり、フランス人やイタリア人が公爵となった。
1204年、第四回十字軍によりコンスタンティノープルが陥落し、東ローマ帝国がいったん滅亡した。ケルキラ島・パクシ島とキティラ島はヴェネツィア共和国が取得し、レヴァントとの間の海上交易の中継基地として利用された。

### ヴェネツィアによる統治

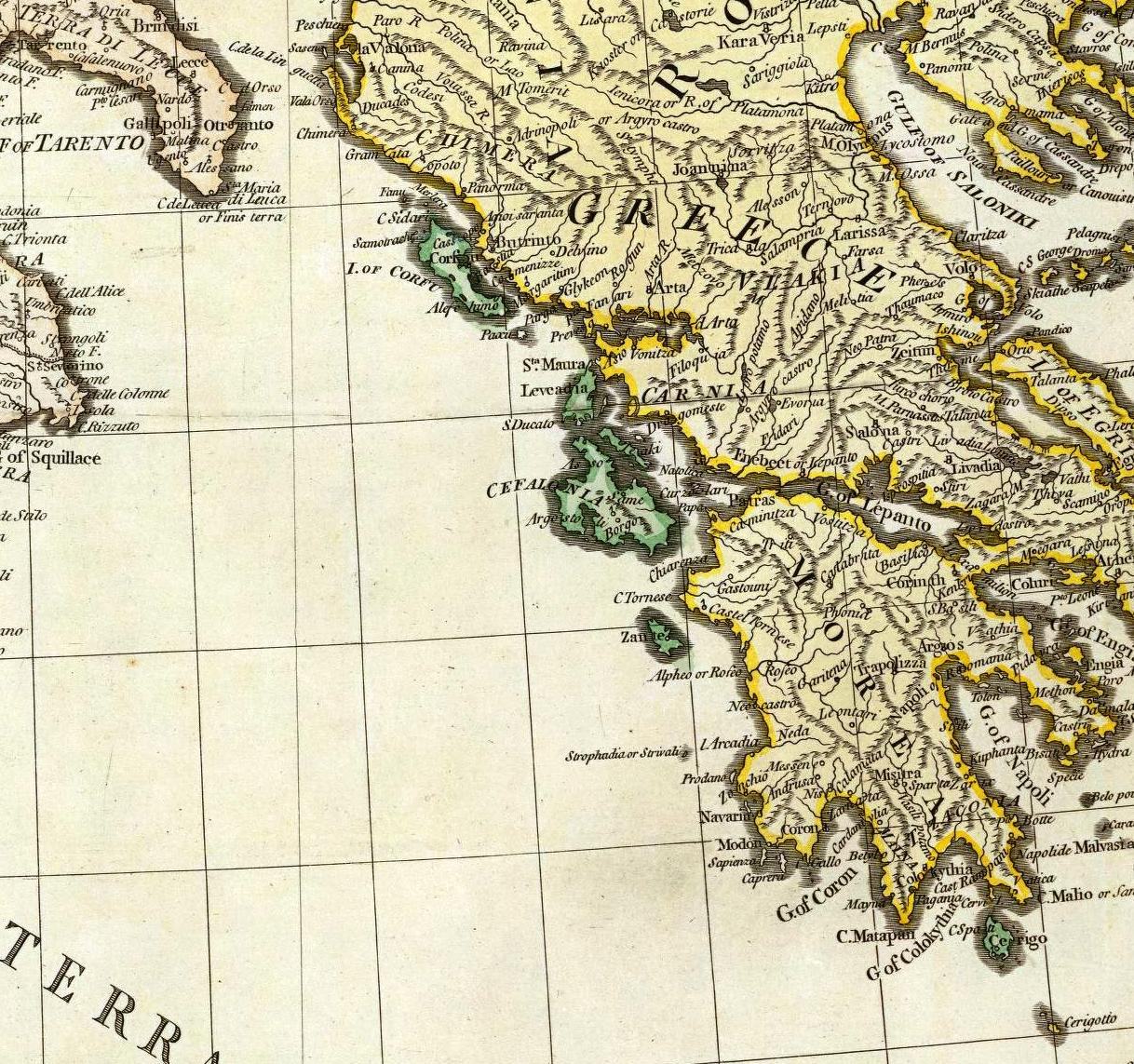
1785年の地図。緑で塗られたイオニア諸島はヴェネツィア領である。

ヴェネツィア共和国は1204年のケルキラ島取得以来しだいに影響力を増し、イオニア諸島全域がヴェネツィアの支配下に入るようになった (Venetian Ionian Islands) 。
15世紀になると、オスマン帝国がギリシャのほぼすべての領域を支配下に置いたが、イオニア諸島はヴェネツィアのためにキリスト教側の領域にとどまった。ザキントス島は1482年に、ケファロニア島およびイタキ島は1483年に、レフカダ島は1502年に、ヴェネツィア領となった。なお、キティラ島は1393年からヴェネツィア領である。
イオニア諸島は、ギリシャ語が話される世界で唯一オスマン帝国の支配を免れた地域となり、ギリシャ史において重要な地位を占めることとなった。ケルキラ島はギリシャ世界においてオスマン帝国による征服を一度も受けたことのない唯一の地域である。
ヴェネツィアの支配が始まる頃には、諸島の上流階級はイタリア語（あるいはヴェネツィア語）も話すようになり、ローマ・カトリックに改宗していたが、下流階層の人々はギリシャ語を話し、ギリシャ正教を信仰していた。
18世紀、ギリシャ独立運動が盛んになると、オスマン帝国の支配下になかったイオニア諸島にはギリシャの亡命知識人や革命家、外国人支援者が集まるようになり、おのずとその拠点となっていった。ロマン主義的なナショナリズムが横溢していた19世紀、イオニア諸島は過剰なほどに「ギリシャ」という意識を持つようになっていった。

### ナポレオン時代
1797年、ナポレオン1世はヴェネツィアを占領し、カンポ・フォルミオの和約によってイオニア諸島はフランス領イオニア諸島となった。
1799年にはロシアのフョードル・ウシャコフ提督が諸島を占領した。1800年3月21日、ロシアとオスマン帝国による共同の保護国として七島連合共和国（イオニア七島連邦国、Επτάνησος Πολιτεία）が建国された。これは、コンスタンティノープルの陥落以来はじめてギリシャ人の自治が限定付きながら認められたものであった。しかしながら、1807年、アイラウの戦いでフランスがロシアを破ると、ティルジット条約によりイオニア諸島はフランス帝国の支配下に戻されることになった。

### イギリスによる統治

イオニア諸島合衆国旗(1815-1864)

1809年10月2日、英国艦隊がザキントス沖でフランス艦隊を破った。イギリスは同年のうちにケファロニア島・キティラ島・ザキントス島を、翌1810年にはレフカダ島を占領した。フランスは1814年にケルキラ島を放棄し、1815年の第二次パリ条約によってイオニア諸島合衆国（United States of the Ionian Islands, Ηνωμένον Κράτος των Ιονίων Νήσων）がイギリスの保護国として樹立された。イオニア諸島合衆国では憲法の制定が認められ、住民からなる定数40の議会が設けられるとともに、英国の高等弁務官に助言をおこなうことが認められた。
この時期にイギリス式の教育、司法制度が整えられ、住民は英国式に午後の紅茶を楽しみクリケットに興じるようになった。1850年、イギリス施政下のレフカダ島で小泉八雲（ラフカディオ・ハーン）が生まれている。彼の父はイギリス軍医、母はキティラ島出身のギリシャ人だった。ラフカディオというミドルネームは同島にちなんでつけられた。
ギリシャ独立戦争により1830年にギリシャ王国が建国されると、イオニア諸島でもギリシャ王国への統合（ΕΝΟΣΙΣ）が叫ばれるようになった。イオニア諸島を訪れたウィリアム・グラッドストンは諸島のギリシャへの返還を提案したが英国政府はこれを拒否した。政府はギリシャ国王に選ばれたドイツ生まれのオソン1世を警戒しており、またヴェネツィアと同じように島々が艦隊基地として有用だと考えていた。

### ギリシャによる統治
1862年、ギリシャ軍のクーデターでオソンが退位させられ、英国寄りのゲオルギオス1世が即位した。イギリスは新国王支持の姿勢の表明として、同年のうちにイオニア諸島の返還に合意した。ケルキラ島のコルフ港使用権を引き続きイギリスが保持する条件で、1864年6月2日にイオニア諸島はギリシャに引き渡された。なお、イギリスのエリザベス2世の夫（王配）であるエディンバラ公フィリップはゲオルギオス1世の孫であり、1921年にケルキラ島で生まれている。
1941年にドイツ軍によってギリシャが占領されると、キティラ島を除いたイオニア諸島はイタリア領となった。イタリアは島の住民のイタリア化政策を押し進めたが、住民がこれを受け入れるべくもなかった。1943年にイタリアが連合国に降伏するとドイツ軍が島を占領し、ケルキラ島のユダヤ人を強制収容所に送り込んだ。ケファロニア島では、ドイツ軍によりイタリア人捕虜の集団殺害事件も起こっている。1944年までにイオニア諸島の大部分は共産ゲリラELASの支配下に入り、それから今日に至までイオニア諸島では政治的に左翼支持が続いている。1974年の民主化以後に行われた選挙では常に社会民主主義政党である全ギリシャ社会主義運動(PASOK)が支持を集めている。

## 社会
伝統的な島の産業は漁業や農業であったが、今日のイオニア諸島では観光が最重要産業である。特にケルキラ島は人気が高く、アドリア海クルーズの寄港地として好まれている。

## 行政区画

### 県（ペリフェリアキ・エノティタ）

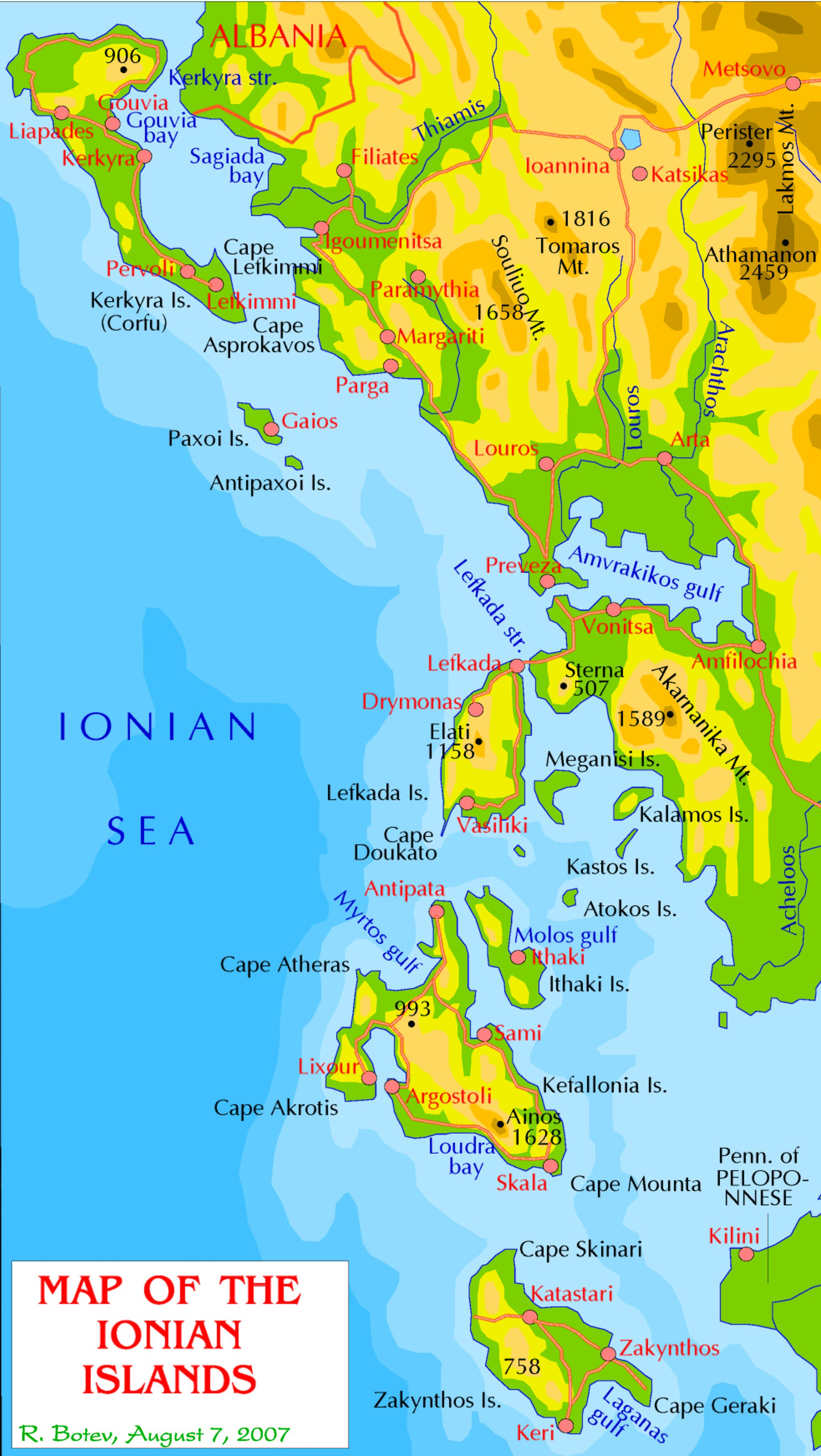
現行の行政区画としてのイオニア諸島地方。

イオニア諸島地方（ギリシア語: Περιφέρεια Ιονίων Νήσων）は、以下の5つの行政区（ペリフェリアキ・エノティタ）から構成されている。これらの地区は、2010年の地方制度改革（カリクラティス改革）以前は自治体としての県（ノモス）であった。このとき、ケファリニア県（ノモス）所属の市であったイタキが独自の県（ペリフェリア構成地区）となっている。面積の単位はkm²、人口は2021年国勢調査時点。
|   | 行政区名       | 綴り               | 政庁所在地     | 面積 | 人口    |
| - | -------------- | ------------------ | -------------- | ---- | ------- |
| 1 | ケルキラ県     | Κέρκυρα Kérkyra    | ケルキラ       | 641  | 101,600 |
| 2 | レフカダ県     | Λευκάδα Lefkáda    | レフカダ市     | 356  | 22,826  |
| 3 | ケファリニア県 | Κεφαλληνία Fokída  | ケファロニア市 | 786  | 36,064  |
| 4 | イタキ県       | Ιθάκη Ithaki       | イタキ市       | 118  | 2,862   |
| 5 | ザキントス県   | Ζάκυνθος Zakynthos | ザキントス     | 406  | 41,180  |

### 基礎自治体（ディモス）
イオニア諸島地方には、基礎自治体である市（ディモス）が7つある。
| - ケルキラ県 - ケルキラ（ケルキラ島、オトニ島、エリクサ島、マトラキ島） - パクシ市（パクシ島（パクソス島）、アンティパクソス島） - レフカダ県 - レフカダ市（レフカダ島、カラモス島、カストス島） - メガニシ（メガニシ島） | - ケファリニア県 - ケファロニア市（ケファロニア島） - イタキ県 - イタキ市（イタキ島） - ザキントス県 - ザキントス（ザキントス島） |

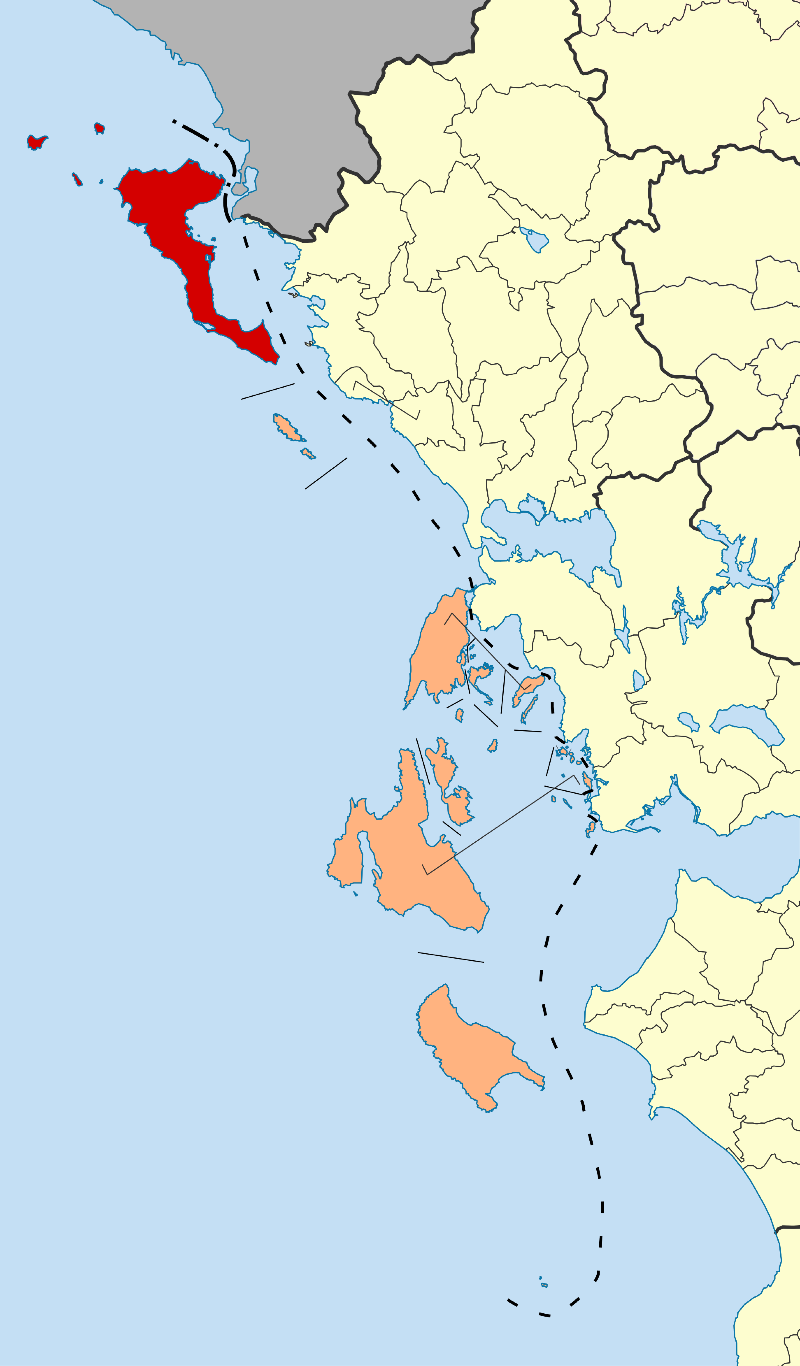
ケルキラ市
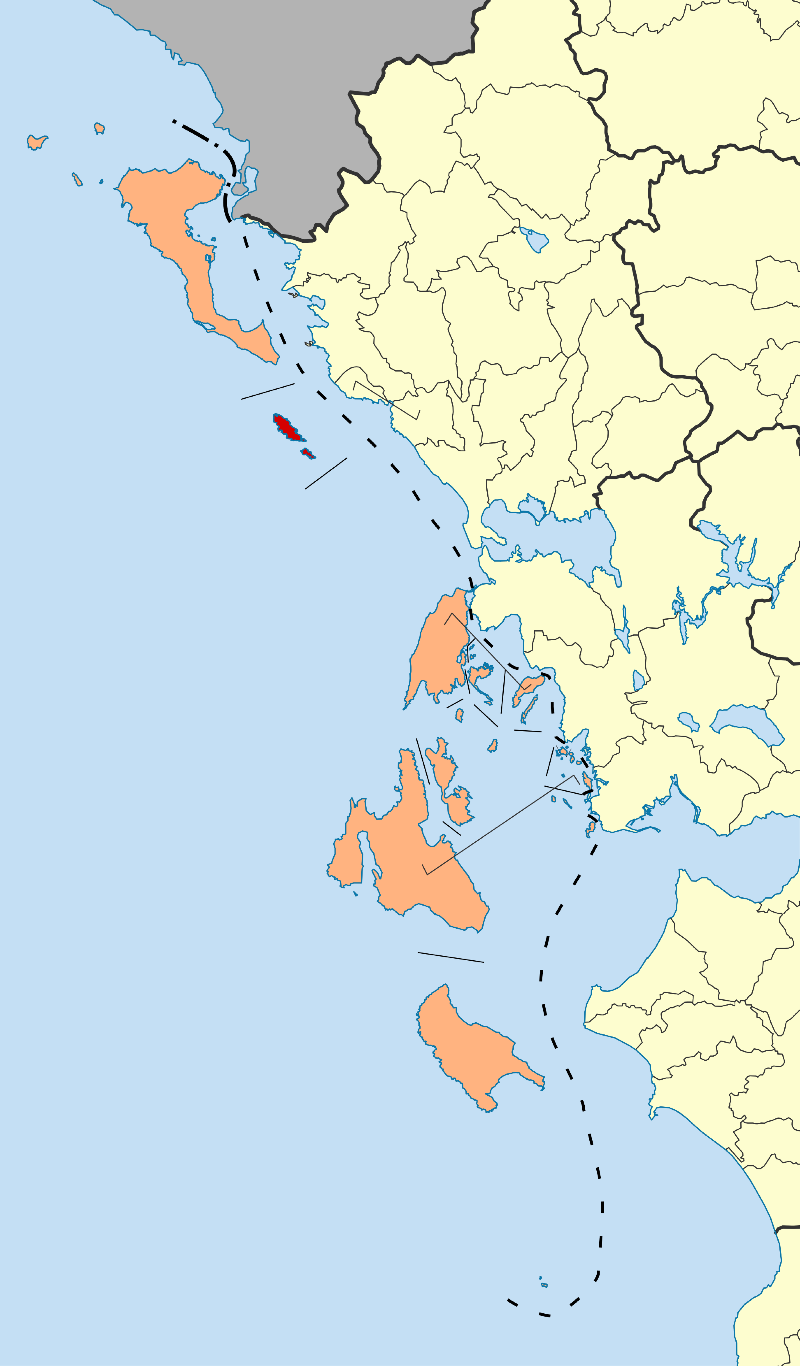
パクシ市
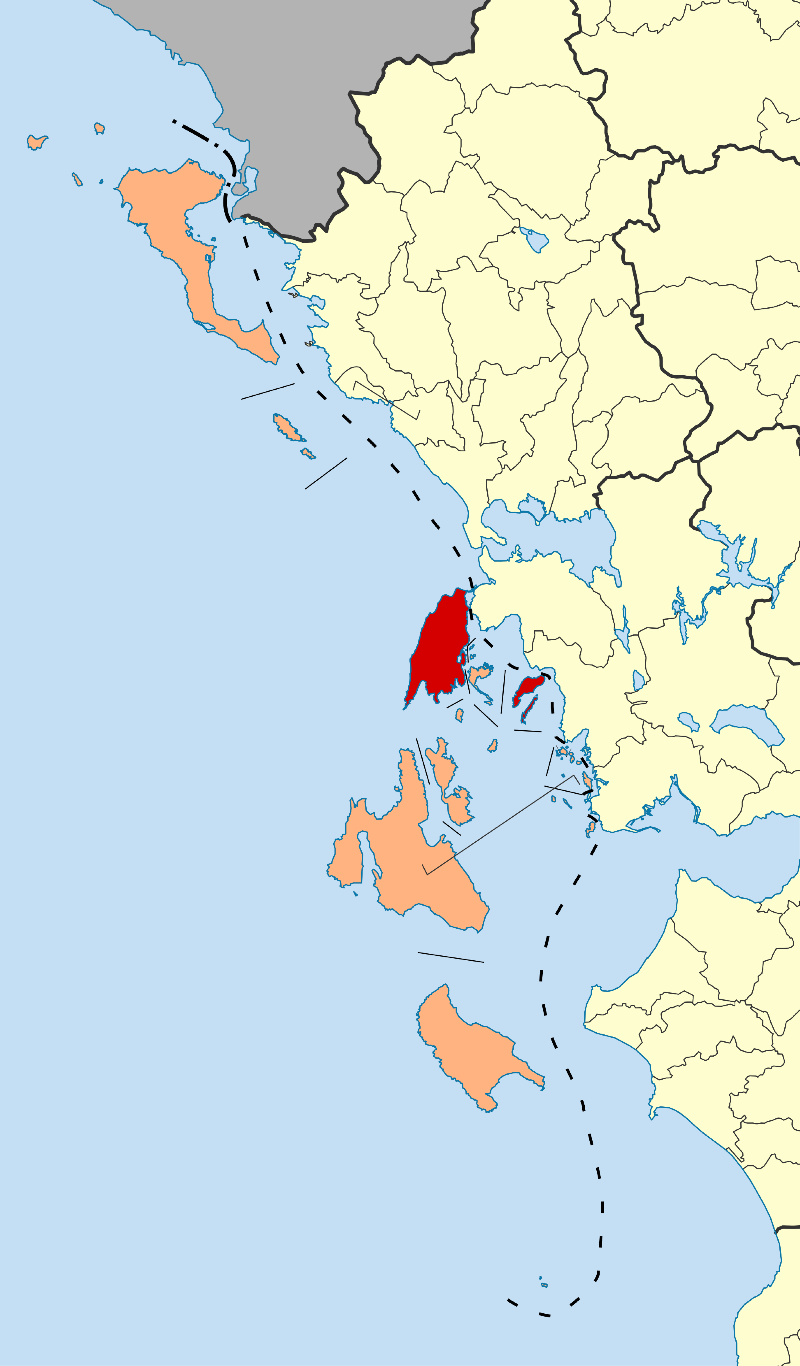
レフカダ市
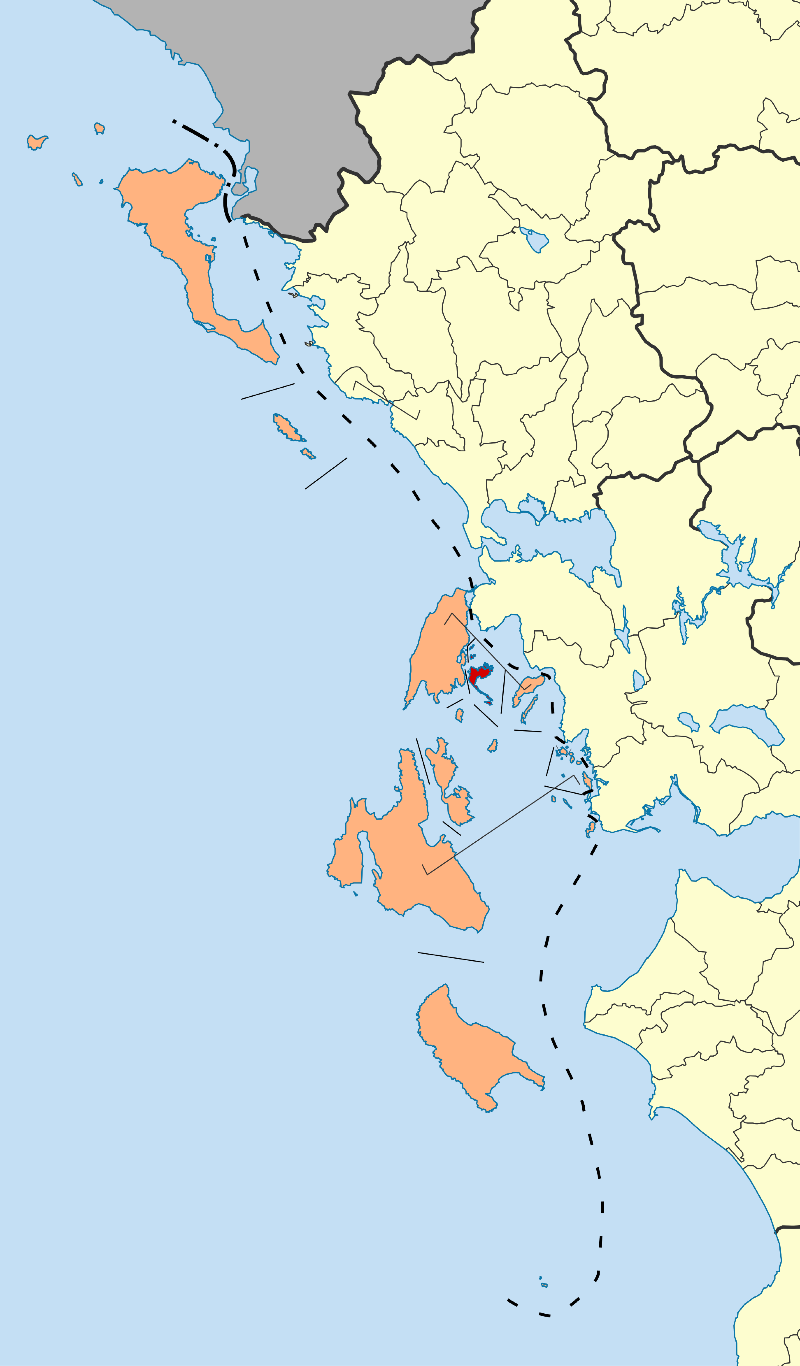
メガニシ市
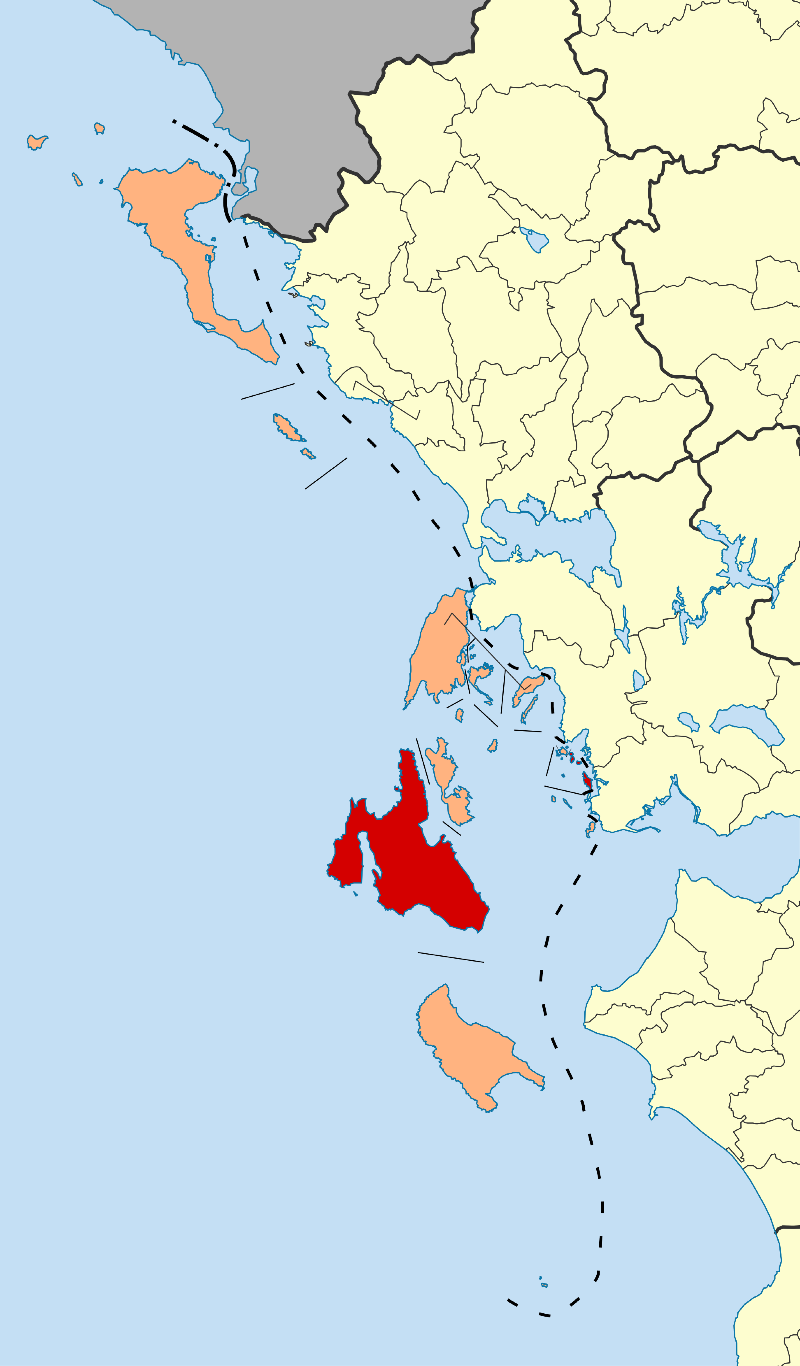
ケファロニア市
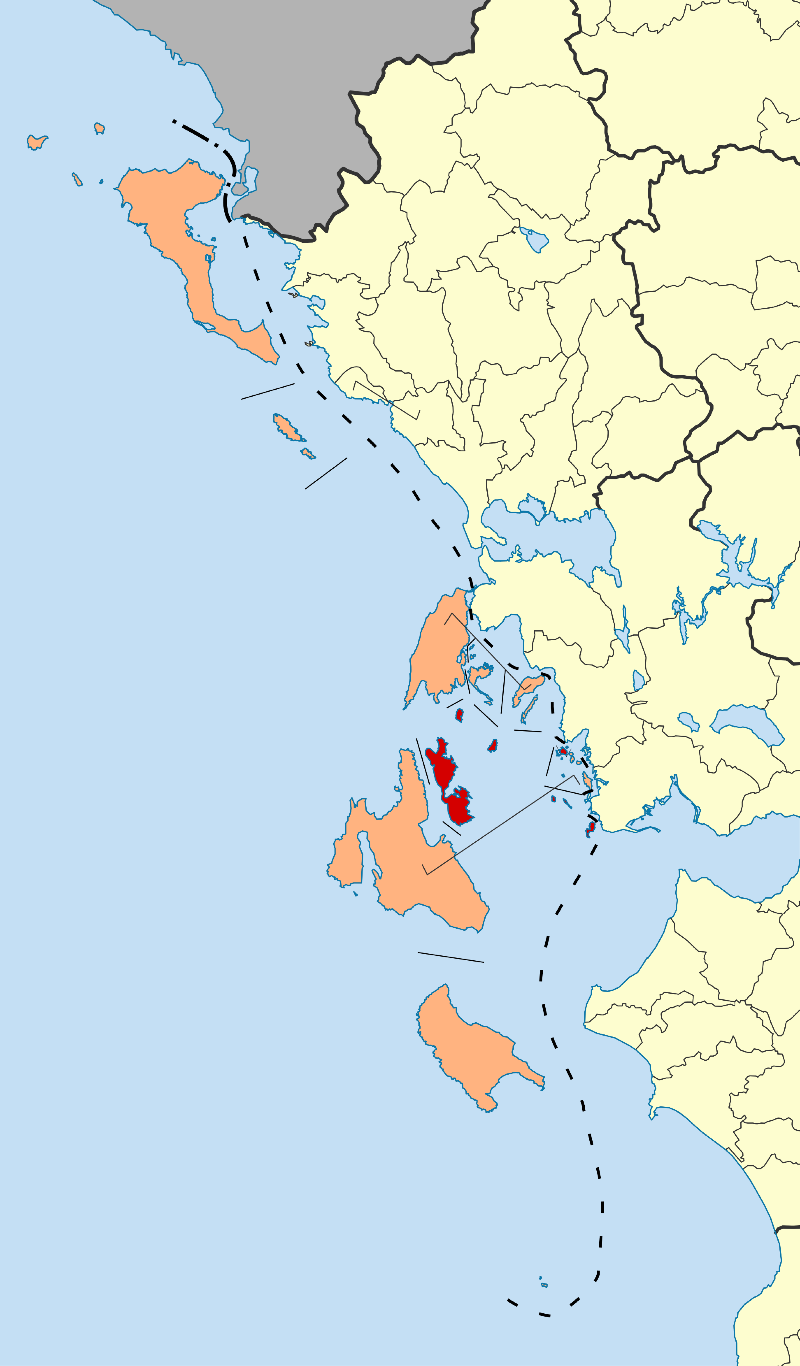
イタキ市
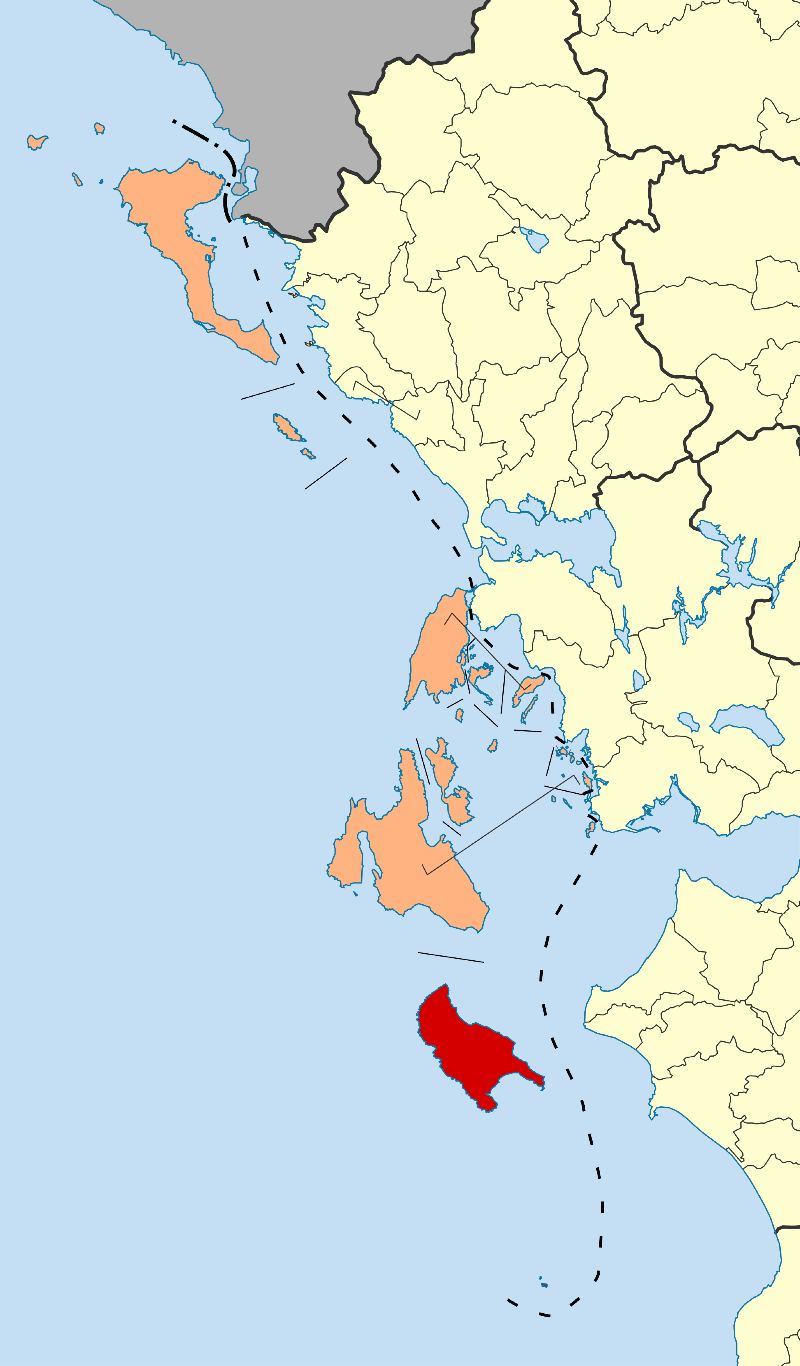
ザキントス市

## 文化・観光
- ケルキラ旧市街（ユネスコ世界遺産）

### 当地を舞台にしたおもな作品
- コレリ大尉のマンドリン

## 人物

### おもな出身者
- 小泉八雲 - （1850年-1904年）日本で活動した文学者。レフカダ島生まれ。
- イオアニス・メタクサス - （1871年-1941年）ギリシャの政治家。イタカ島生まれ。
- エディンバラ公フィリップ - （1921年-2021年）イギリス女王エリザベス2世の王配。ケルキラ島生まれ